# Erinnyis cinerosa
Erinnyis cinerosa är en fjärilsart som beskrevs av Augustus Radcliffe Grote och Robinson 1865. Erinnyis cinerosa ingår i släktet Erinnyis och familjen svärmare. Inga underarter finns listade i Catalogue of Life.